# Monte Bachelor
Il monte Bachelor (in inglese Mount Bachelor), in passato chiamato Bachelor Butte, è uno stratovulcano in cima a un vulcano a scudo compreso nell'arco vulcanico della catena delle Cascate e situato nell'Oregon centrale, USA. Chiamato Bachelor (letteralmente "scapolo") per distinguerlo dalle vicine Three Sisters, si trova nel segmento orientale della porzione centrale delle High Cascades, a est della catena delle Cascate. Il cratere si trova all'estremità settentrionale della piccola catena vulcanica che prende da lui il nome e lunga 24 km, la quale sperimentò cicli episodi eruttivi maggiori durante il Pleistocene e l'Olocene. La United States Geological Survey (USGS) considera il Bachelor una minaccia moderata, malgrado vi sia una parca possibilità che il Bachelor si risvegli nel prossimo futuro. Non è infatti chiaro se il vulcano sia estinto o sia solo in uno stato di quiescenza.
L'area sciistica del monte Bachelor aprì i battenti in loco nel 1958 e la vetta del vulcano ospita un osservatorio. Popolare meta turistica nei mesi freddi, tra le attività ricreative disponibili in zona figurano la corsa con le racchette da neve, lo sci alpinismo, lo snow tubing e i viaggi su slitta trainati da cani. La vetta appare raggiungibile percorrendo un sentiero di arrampicata che si districa sulle colate laviche emesse in passato dal vulcano.

## Geografia
Il monte Bachelor si trova nella catena delle Cascate, all'interno della contea di Deschutes, nello stato dell'Oregon. Si trova a sud del complesso vulcanico delle Three Sisters e raggiunge un'altezza di 9 068 piedi (2 764 m). Il rilievo approssimativo è pari a 815 m. Il vulcano ha un volume di 25 km³ e si erge 4,8 km a sud-est del monte Tumalo e 29 a sud-ovest della città di Bend, nella foresta nazionale di Deschutes.
Il tempo varia notevolmente nell'area a causa dell'ombra pluviometrica dovuta alla Catena delle Cascate. L'aria proveniente dall'Oceano Pacifico sale sulle pendici occidentali, il che la fa raffreddare e scarica la sua umidità sotto forma di pioggia (o neve in inverno). Le precipitazioni aumentano con l'elevazione e una volta che l'umidità entra in contatto con l'aria secca, quest'ultima prevale e scende sul lato orientale della cresta, rendendo l'aria più calda. Sulle pendici occidentali, le precipitazioni variano da 200 a 320 cm all'anno, mentre sulle pendici orientali le precipitazioni variano da 100 a 200 cm nell'est. Le temperature estreme si attestano tra i 27 e i 32 °C in estate e tra i −29 e i −34 °C durante gli inverni.

### Geologia

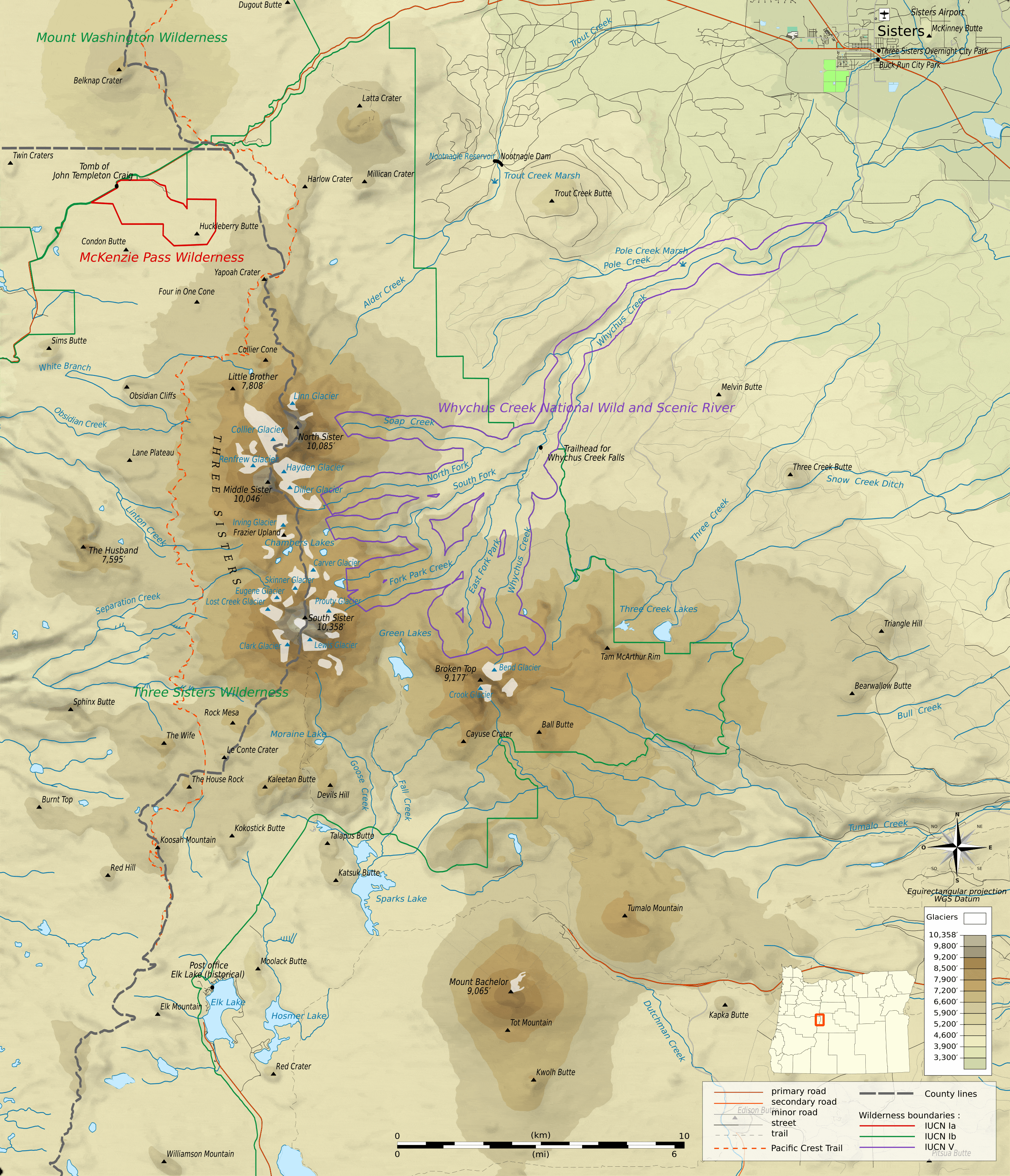
Mappa topografica dell'area

Il monte Bachelor si unisce a diversi altri vulcani nel segmento orientale della Catena delle Cascate noto come High Cascades, che ha un andamento nord-sud. Formatesi verso la fine dell'epoca del Pleistocene, tali cime sono alla base di vulcani più antichi che si abbassarono a causa delle faglie parallele presenti nella regione circostante. Il Bachelor si trova nel segmento orientale della porzione centrale delle High Cascades.
Si tratta del vulcano più giovane e prominente nell'area delle Three Sisters dell'Oregon, un gruppo di picchi vulcanici strettamente raggruppati, in contrasto con la tipica distanza compresa tra 64 e 97 km tra i crateri del gruppo montuoso delle Cascate. Tra le aree vulcaniche localmente più attive e tra i complessi vulcanici più densamente popolati del mondo, la regione delle Three Sisters include picchi come il cratere Belknap, il monte Washington, il Black Butte e il Three Fingered Jack a nord, e il Broken Top e il Bachelor a sud. La maggioranza dei vulcani circostanti emise lave femiche (ricche di magnesio e ferro); solo la South e la Middle Sister fanno registrare oggi a livello mineralogico un'abbondanza di rocce siliciche quali andesite, dacite, e riodacite. Il magma femico è meno viscoso e si presentò in flussi di lava tipici delle eruzioni esplosive.
La catena vulcanica locale, a sud-est della South Sister, è costituita dal monte Bachelor, il quale è il vulcano più grande e più settentrionale del gruppo, e una serie di coni di scorie, cicatrici di vari flussi di lava e tre vulcani a scudo. La catena si estende per 24 km e comprende un'area di circa 260 m², con un andamento da nord a sud. I suoi vulcani mostrano variazioni significative in termini di dimensioni e forma, che vanno da ripidi coni prodotti da una lieve attività esplosiva a profili leggermente inclinati dei vulcani a scudo. Le bocche vulcaniche all'interno della zona seguono tendenze nord-nord-ovest e nord-nord-est, che corrispondono a faglie trasversali che puntano in direzione opposta (o verso l'alto o verso il basso): il caso più evidente emerge all'estremità meridionale della catena del Bachelor. Quest'ultima ha consentito agli studiosi di comprendere come il grosso delle Cascate del Quaternario in Oregon si risvegliò generando brevi esplosioni, con i vulcani a scudo femici in grado di eruttare con la stessa frequenza degli stratovulcani. I crateri all'interno del complesso sono alimentati da varie camere magmatiche poco profonde.
Il monte Bachelor si originò tra 18.000 e 8.000 anni fa. Composto da basalto e andesite basaltica, sebbene il suo cono vulcanico superiore si sia formato dopo lo scudo di base, i due edifici mostrano una composizione mineralogica simile. La montagna subì pochissime alterazioni a causa dell'erosione glaciale, se si eccettua un piccolo circo osservabile sul lato settentrionale del vulcano. Nonostante la piccola scala di questa erosione, questa alterò in maniera significativa la parete settentrionale del Bachelor, trasformando in polvere fine la lava rilasciata in passato, in particolare presso il termine del ghiacciaio e la morena terminale. Tuttavia, il ghiacciaio del vulcano si è ridotto negli ultimi decenni e potrebbe svanire a causa del surriscaldamento globale. La sommità si contraddistingue per un discreto numero di aperture, con un andamento nord-ovest-sudest, le quali eruttarono colate e blocchi lavici composti di basalto e andesite: si trattò tuttavia di eruzioni esplosive minori, poiché una bassa percentuale di tefra e di rocce piroclastiche si rintraccia nei dintorni della sommità. Non si rintraccia alcun cratere sommitale.
I flussi di lava dalla vetta del Monte Bachelor sono caratterizzati da fenocristalli, inclusi clinopirosseno, olivina (più rara) e plagioclasio, con due cicli di clinopirosseno con augite e piccione. Le trame per questi prodotti eruttivi variano da intersettale a intergranulare, da glomeroporfiritico a subofitico e da trachitico a non allineato.
Il Bachelor esplose l'ultima volta tra 10.000 e 8.000 anni fa ed è interamente ricoperto dalla cenere del Mazama rilasciata dal vulcano omonimo nell'ambito di una colossale eruzione circa 6.845 anni fa. Al momento, non si intreccia attività geotermica, anche se alcune delle fumarole presenti appaiono causati dal movimento dell'aria attraverso la struttura porosa. Molti si trovano vicino alla cima della seggiovia Pine Marten e occasionalmente rappresentano un pericolo per sciatori e snowboarder dove il manto nevoso è meno spesso.

#### Geomorfologia locale
Il monte Bachelor è associato a numerosi coni piroclastici e vulcani a scudo interessanti dal punto di vista geomorfologico. Quelli vicini includono Dry Butte, Egan Cone, Katsuk Butte, Kwolh Butte, Lolah Butte, Lumrum Butte, Red Crater, monte Sheridan, Siah Butte, Talapus Butte, Three Trappers e monte Tot. I vulcani a scudo nelle vicinanze del Bachelor includono il monte Sheridan, il monte Lookout e Kwohl Butte.

## Attività eruttiva
La catena del monte Bachelor si svegliò durante il Pleistocene e l'Olocene, principalmente riversando eruzioni effusive con un ridotto numero di eruzioni esplosive che produssero spruzzi di lava, bombe vulcaniche e scorie. All'interno della catena del Bachelor, dell'attività eruttiva femica ricca di magnesio e ferro costituita principalmente da colate laviche e piogge di tefra ebbe luogo in quattro cicli distinti, a partire da circa 18.000 a 15.000 anni fa, quando un ghiacciaio del Pleistocene nell'area iniziò a ritirarsi. Durante il primo ciclo eruttivo, la maggior parte dell'attività si verificò al centro della catena, formando il vulcano a scudo del monte Sheridan. Le prime aperture ad eruttare, nello specifico un vulcano subglaciale sotto una calotta di ghiaccio a ovest del lago Sparks, nel segmento nord-occidentale della catena, interagirono con l'acqua per produrre violente eruzioni esplosive che espulsero delle rocce piroclastiche, infine depositatesi sul fondo lacustre. Gruppi di ialoclastite e colate laviche spesse si unirono al ghiaccio in questa zona, specie presso Talapus e Katsuk Buttes, senza considerare le scorie generate da successive e più mitigate eruzioni stromboliane, responsabili della fuoriuscita di nubi ardenti, lapilli e bombe vulcaniche.
Il secondo ciclo si distinse per eruzioni esplosive, che formavano coni di scorie e colate laviche a sud del monte Sheridan, note come aperture di Siah Butte. Queste ultime si estendono fino all'estremità meridionale della catena. La terza fase generò il vulcano a scudo sotto il Bachelor in andesite basaltica costruendo in seguito la sua sommità, oltre a un vulcano a scudo sormontato dal Kwohl Butte. La lava di tipo AA fluì spesso in tale lasso temporale lungo i lati nord e nord-ovest. Fino a 12.000 anni fa, il monte Bachelor appariva vicino alle sue dimensioni attuali, poiché le morene più antiche dei ghiacciai della montagna risalgono a quest'arco temporale. L'attuale edificio della montagna si stabilizzò circa 10.000 anni fa, dopodiché seguì un periodo di quiescenza durato 2000 anni. L'ultima fase avvenuta localmente generò coni di scorie e colate laviche, incluso l'Egan Cone visibile sulla parte inferiore del versante settentrionale. A causa della presenza delle ceneri del Mazama sul lato settentrionale del vulcano, è probabile che nessuna attività eruttiva si sia verificata a partire da 7.700 anni fa.
In totale, la catena locale riversò 40 km³ di materiale eruttivo, di cui nello specifico il solo Bachelor 25. Gli studi stratigrafici e paleomagnetici suggeriscono che quest'ultimo dato si raggiunse nel corso di 1.500 anni.

### Valutazione e prevenzione dei rischi
Ritenuto un vulcano dal livello di rischio "moderato" dalla USGS, vi sono poche possibilità che il monte Bachelor si risvegli nel prossimo futuro. Essendo plausibile che rientri in un campo vulcanico monogenetico, il cratere sperimentò solo una lunga serie di eruzioni prima di spegnersi del tutto, ma potrebbe essere semplicemente inattivo e risvegliarsi in futuro. Pertanto, non appare chiaro se il Bachelor sia semplicemente in uno stato di quiescenza o se si sia spento completamente.
La catena vulcanica del Bachelor si trova all'interno di una zona a rischio di flussi di lava nell'Oregon centrale e le eruzioni da questo campo di vulcani femici sono in grado di riversaee eruzioni di tefra e flussi di lava che si potrebbero estendere per 4,8-14,5 km dal punto di esplosione. Nel raggio di 1,9 km delle bocche, la tefra può formare depositi con spessori fino a 3 m, sebbene raggiungano solo spessori di 10 cm a distanze maggiori oltre i 9,7 km. Poiché i flussi di lava si muovono lentamente, essi potrebbero essere elusi da animali e umani, anche se resterebbero una minaccia per torrenti e fiumi, i quali potrebbero arginare o deviare, portando a potenziali rischi di inondazioni. Se il Bachelor dovesse eruttare, questo condizionerebbe in modo significativo gli avamposti sciistici sul vulcano, mettendo in pericolo i visitatori. Un evento catastrofico generato dal sito in questione, dalle Three Sisters a nord o da un'altra bocca vicina nel complesso vulcanico potrebbe essere improbabile, ma qualsiasi eruzione costituirebbe una minaccia per la zona sciistica.

## Storia
Il monte Bachelor è così chiamato per "distinguerlo" dalle Three Sisters, un gruppo di tre montagne vulcaniche localizzate a nord-ovest. Nei primi tempi, il Bachelor Butte veniva spesso chiamato "Brother Jonathan" o "Mount Brother", ma alla fine entrambi caddero in disuso.
Intorno al periodo della seconda guerra mondiale, 90.000 soldati erano di stanza per addestrarsi a Camp Abbot, vicino a Bend. Durante il conflitto, la cittadina appena citata dipendeva dalle segherie e dall'agricoltura, con una piccola stazione sciistica aperta in situ nel 1941. Nel 1950, lo stabilimento Shevlin-Hixon chiuse i battenti, lasciando centinaia di disoccupati prima di essere ampliato diversi anni dopo. Nel 1958, la pista da sci fu convertita in una vera e propria stazione sciistica, dopo la raccolta di fondi avviata dal Bend Skyliners Mountaineering Club al fine di diventare operativo. L'installazione della prima seggiovia avvenne nel 1962 e in breve termine il Servizio forestale nazionale cominciò ad interessarsi all'area. L'espansione proseguì negli anni '70, con l'area sciistica che ospitò 257.000 visitatori tra il 1974 e il 1975 e più di 500.000 tra il 1982 e il 1983.
Nel corso del tempo, la popolarità del comprensorio sciistico portò il nome monte Bachelor ad entrare nell'uso popolare e, nel corso di una discussione accesa, l'Oregon Geographic Names Board votò per cambiare il nome da "Bachelor Butte" a "Mount Bachelor".
Negli anni '80, la crisi del settore edilizio e del legname fecero sì che nella contea di Deschutes si registrasse un tasso di disoccupazione del 15%, ma la costruzione di un centro commerciale locale, una seggiovia in cima al monte Bachelor e il museo di High Desert aiutarono l'economia a migliorare col tempo. Nel 2013, il Servizio forestale degli Stati Uniti approvò un nuovo piano generale per l'ulteriore sviluppo del resort, tra cui un parco per mountain bike, più seggiovie, più sentieri e una teleferica.
La sommità del vulcano ospita un osservatorio, situato a un'altitudine di 2.700 m sul livello del mare e gestito da un gruppo di ricerca presso l'Università di Washington Bothell e la stazione sciistica. La ricerca presso l'osservatorio indaga sul trasporto a lungo raggio dell'inquinamento dal continente asiatico, misurando le caratteristiche chimiche delle nubi che raggiungono il Nord-ovest Pacifico.

## Attività ricreative

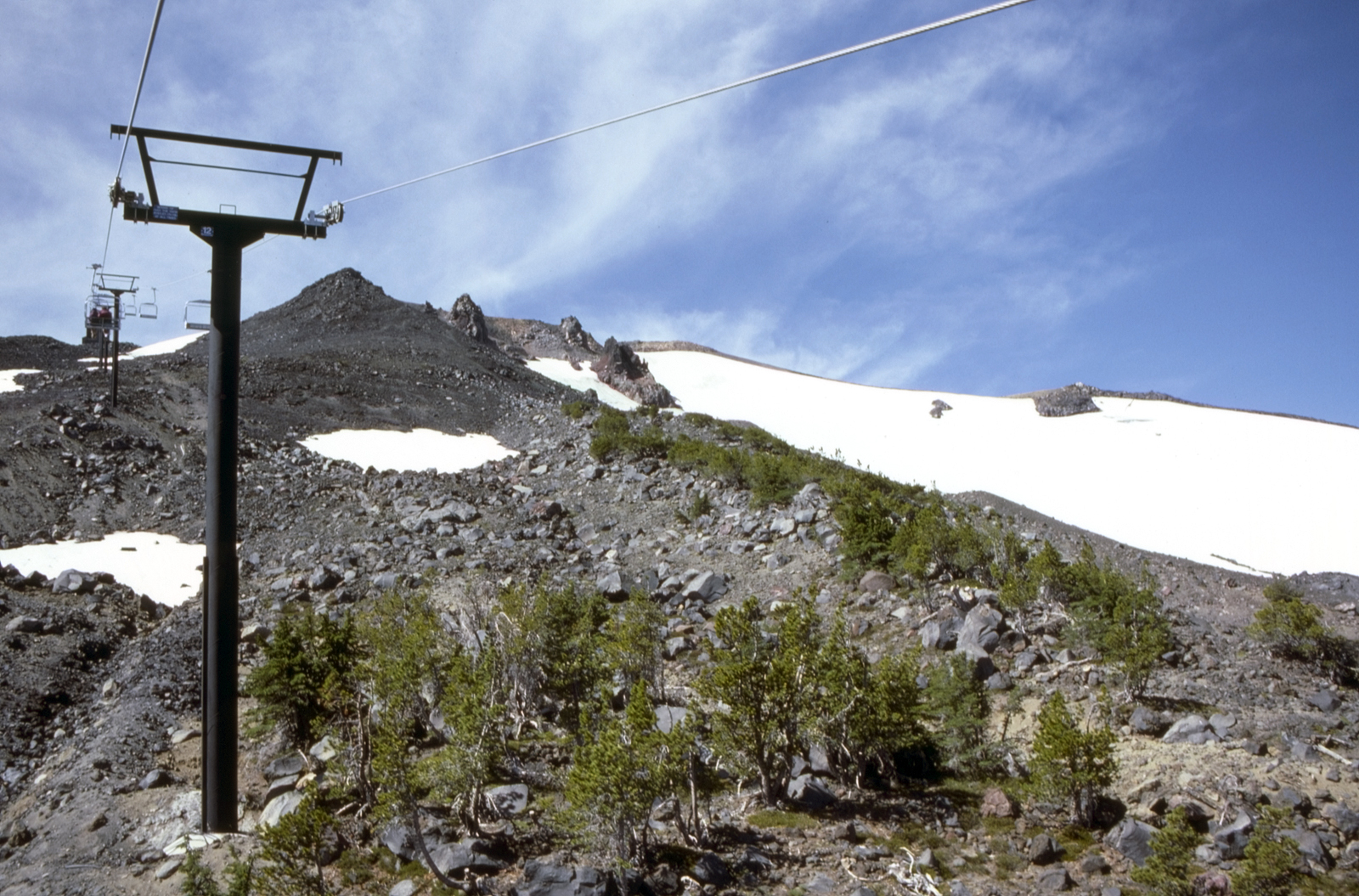
La seggiovia per la vetta del monte Bachelor nel 1986

Il comprensorio sciistico del monte Bachelor gestisce una seggiovia in estate e durante la stagione sciistica (tempo permettendo), risultando così l'unico grande vulcano delle Cascate con una seggiovia per la vetta. Conosciuto anche a livello nazionale, il resort è uno dei più grandi del Pacifico nord-occidentale, con un'area sciabile di 14,9 km² e un dislivello di 1.026 m, oltre a sei parco giochi di montagna. Il resort rappresenta un centro di attività ricreative invernali importanti all'interno della contea di Deschutes, più precisamente nella foresta nazionale di Deschutes: il Servizio forestale nazionale si occupa della tutela di tale zona protetta. Il resort offre un tour informativo sulla flora e la fauna locali, oltre alla facoltà di effettuare corse con le racchette da neve, snowboard, snow tubing e viaggi con slitte trainata da cani. Durante l'estate, la pesca è un'attività popolare nei laghi e nei ruscelli locali, così come l'escursionismo e il campeggio.
La scalata alla cima del monte Bachelor segue un sentiero che comincia a un'altitudine di 1.900 m e sale di 843 m prima di raggiungere la vetta. Un sentiero a binario unico, attraversa la lava del vulcano, che appare in formazioni frastagliate. La cima del vulcano offre panoramiche sul resto della catena del Bachelor a sud, oltre al monte Lookout, le Three Sisters, il monte Jefferson, il monte Hood e il monte Adams, nello stato di Washington.

### Esplicative
1. ↑  Altre fonti riportano come elevazione i 2.763 m: Harris (2005), p. 193.
2. ↑  Hildreth (2007) elenca cinque cicli eruttivi: Hildreth (2007), p. 31.

### Bibliografiche
1. 1 2  (EN) Bachelor Butte, su ngs.noaa.gov. URL consultato il 1º agosto 2021.
2. 1 2 3  (EN) Bachelor, su Smithsonian Institution. URL consultato il 1º agosto 2021.
3. 1 2 3 4  McArthur e McArthur (2003), p. 664.
4. 1 2 3  (EN) Mount Bachelor, su geonames.usgs.gov. URL consultato il 1º agosto 2021.
5. 1 2 3 4 5 6  (EN) Cascades Volcano Observatory: Mount Bachelor, su USGS, 2 febbraio 2015. URL consultato il 1º agosto 2021.
6. ↑  Hildreth (2007), p. 7.
7. 1 2 3  (EN) Geology and History Summary for Mount Bachelor, su USGS, 2 dicembre 2013. URL consultato il 1º agosto 2021.
8. 1 2 3 4  (EN) Mount Bachelor Volcanic Chain, Oregon, su USGS, 4 giugno 2010. URL consultato il 1º agosto 2021 (archiviato dall'url originale il 9 gennaio 2009).
9. ↑  Joslin (2005), pp. 32-33.
10. ↑  Joslin (2005), p. 30.
11. ↑  Joslin (2005), p. 31.
12. 1 2  Wood e Kienle (1992), p. 185.
13. 1 2  Harris (2005), p. 179.
14. ↑  Riddick e Schmidt (2011), p. 1.
15. ↑  Hildreth, Fierstein e Calvert (2012), p. 9.
16. ↑  Hildreth, Fierstein e Calvert (2012), pp. 9-10.
17. ↑  Plummer, Carlson e Hammersley (2018), pp. 54, 62.
18. 1 2 3 4 5 6 7 8 9  (EN) Deschutes & Ochoco National Forests: Crooked River National GrasslandHeader Counter, su fs.fed.us. URL consultato il 1º agosto 2021 (archiviato dall'url originale il 12 giugno 2008).
19. 1 2 3  Harris (2005), p. 193.
20. ↑  Scott e Gardner (1990), p. 101.
21. 1 2  Hildreth (2007), p. 31.
22. ↑  Hildreth (2007), p. 22.
23. ↑  Hildreth (2007), p. 30.
24. ↑  Hildreth (2007), p. 44.
25. 1 2 3 4 5 6  Harris (2005), p. 194.
26. 1 2 3 4 5  Harris (2005), p. 195.
27. 1 2  (EN) Mount Bachelor's Summit, su USGS, 2 dicembre 2013. URL consultato il 1º agosto 2021.
28. ↑  Scott e Gardner (1990), p. 113.
29. ↑  Gardner (1994), p. 19.
30. ↑  Wood e Kienle (1990), pp. 181-182.
31. ↑  Harris (2005), pp. 193-194.
32. 1 2 3 4  (EN) Eruption History of Mount Bachelor Volcanic Chain, su USGS, 2 dicembre 2013. URL consultato il 1º agosto 2021.
33. ↑  Gardner (1994), p. 67.
34. 1 2  (EN) Mount Bachelor: Hazards, su USGS, 2 dicembre 2013. URL consultato il 1º agosto 2021.
35. 1 2  Harris (2005), p. 397.
36. 1 2 3 4 5  (EN) The History of Mt. Bachelor, OR, su snowbrains.com, 28 dicembre 2014. URL consultato il 1º agosto 2021.
37. ↑  (EN) Les Joslin, Camp Abbot, su Oregon Encyclopedia. URL consultato il 2 agosto 2021.
38. 1 2  (EN) Mt. Bachelor: History, su mtbachelor.com, 2013. URL consultato il 1º agosto 2021.
39. ↑  (EN) INTEX-B 2006: Mount Bachelor Observatory, su Università del Washington, 2010. URL consultato il 1º agosto 2021.
40. 1 2  (EN) Mt. Bachelor Mountain Statistics, su mtbachelor.com. URL consultato il 1º agosto 2021 (archiviato dall'url originale il 30 giugno 2008).
41. 1 2 3  Peterson et al. (1976), p. 3.
42. ↑  (EN) C. Santella, Mount Bachelor and your bucket list: Ski a volcano? Check!, su The Mercury News, 22 ottobre 2017. URL consultato il 1º agosto 2021.
43. ↑  (EN) The Forest Service: our partner for over 50 years, su mtbachelor.com, 13 febbraio 2013. URL consultato il 1º agosto 2021.
44. ↑  Holyoak (2003), pp. 26, 30, 31.
45. ↑  Manwill (2016).